# Pygocona flava
Pygocona flava är en tvåvingeart som först beskrevs av Hardy 1933.  Pygocona flava ingår i släktet Pygocona och familjen svävflugor. Inga underarter finns listade i Catalogue of Life.